# Třída Kormoran 2
Třída Kormoran 2 (jinak též Projekt 258) je třída pobřežních minolovek polského námořnictva. Celkem bylo objednáno šest jednotek této třídy. Prototyp byl do služby přijat roku 2017. Hlavní operační oblastí plavidel je Baltské a Severní moře.

## Stavba

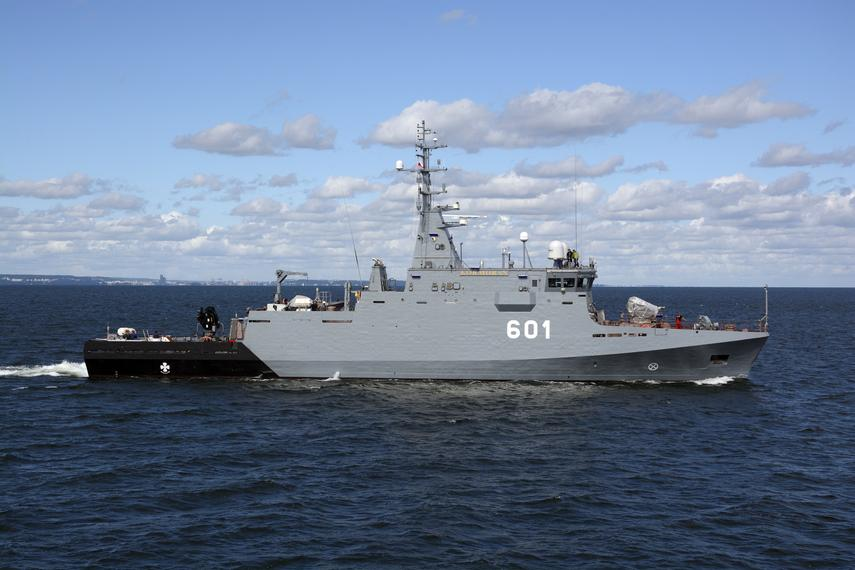
ORP Kormoran (601)

Minolovky staví konsorcium firem Remontowa Shipbuilding, Stocznia Marynarki Wojennej a Ośrodek Badawczo – Rozwojowy Centrum Techniki Morskiej. Dne 23. září 2013 byl podepsán kontrakt na dokončení vývoje třídy a stavbu prototypové jednotky. Datum jejího spuštění na vodu bylo stanoveno na 4. září 2015. V případě úspěšných zkoušek prototypu měly být objednány další dvě jednotky.
Stavba prototypové jednotky začala v dubnu 2014, přičemž kýl byl položen v září 2014. V červenci 2016 začaly námořní zkoušky plavidla. Minolovka byla do služby přijata 28. listopadu 2017, tedy v den 99. výročí vzniku polského námořnoctva. V prosinci 2017 byly objednány další dvě jednotky třídy Kormoran 2. Stavba druhé minolovky byla zahájena v září 2018.
Dne 26. června 2022 byla objednána druhá tříkusová série této třídy. Stejně jako v případě první série jejich stavbu zajistí loděnice Remontowa Shipbuilding. Právě na plavidlech druhé série začaly v letech 2023–2024. První řezání oceli na poslední šestou jednotku Czajka proběhlo 15. října 2024. Kýl plavidla byl založen v prosinci 2024.
Jednotky třídy Kormoran 2:
| Jméno              | Položení kýlu     | Spuštěna          | Vstup do služby    | Status    |
| ------------------ | ----------------- | ----------------- | ------------------ | --------- |
| ORP Kormoran (601) | 23. září 2014     | 4. září 2015      | 28. listopadu 2017 | aktivní   |
| ORP Albatros (602) | 5. prosince 2018  | 11. října 2019    | 28. listopadu 2022 | aktivní   |
| ORP Mewa (603)     | 11. října 2019    | 17. prosince 2020 | 14. února 2023     | aktivní   |
| ORP Jaskółka (604) | 25. července 2023 | 26. června 2024   |                    | ve stavbě |
| ORP Rybitwa (605)  | 20. března 2024   | 19. března 2025   |                    | ve stavbě |
| ORP Czajka         | 16. prosince 2024 |                   |                    | ve stavbě |

## Konstrukce

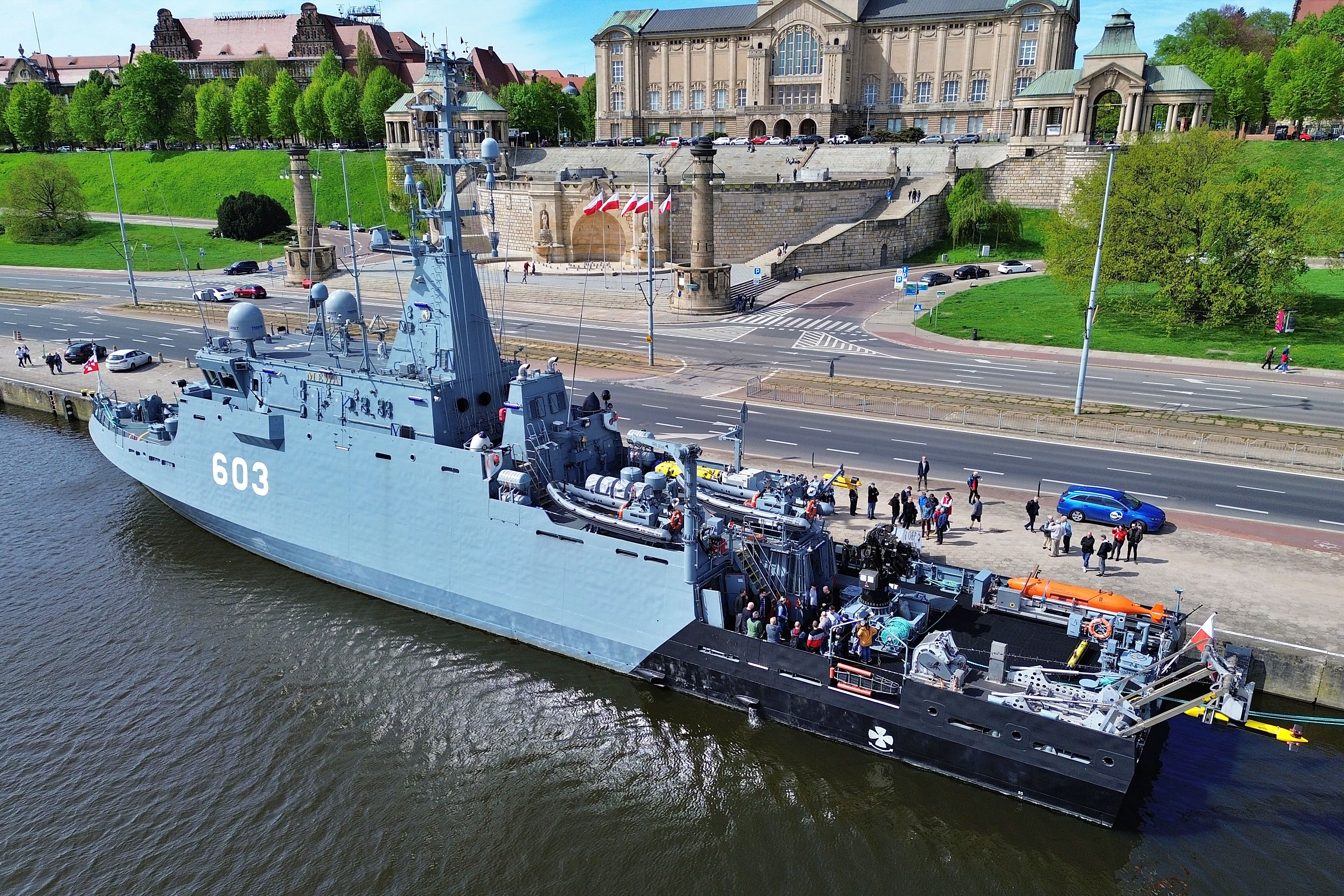
ORP Mewa (603)

Plavidlo je postaveno z nemagnetické oceli. Využívá domácí bojový řídící systém SCOT-M. Nese dva druhy sonarů a různé minolovné systémy. Objednány byly dálkově ovládané prostředky k vyhledávání min Kongsberg Maritime Hugin 1000 MR a Saab Double Eagle Mk.III. Výzbroj první jednotky tvoří jeden 23mm dvojkanón ZU-23-2MR Wróbel II a dva přenosné protiletadlové raketové komplety Grom. Pohonný systém tvoří dva diesely MTU 8V 369 TE74L, každý o výkonu 1340 hp, pohánějící dva cykloidní pohony Voith-Schneider. Manévrovací schopnosti zlepšují jeden příďový dokormidlovací zařízení. Nejvyšší rychlost dosahuje nejméně 15 uzlů a dosah je 2500 námořních mil.

### Modernizace
Roku 2020 byly pro tuto třídu minolovek objednány vlečné sonary Kraken Robotics KATFISH.